# XBIZ награда
XBIZ наградите (на английски: XBIZ Awards) са ежегодни порнографски филмови награди.
Връчват се на специална церемония в Лос Анджелис, щата Калифорния, САЩ за постижения в областта на порнографията на изпълнители, компании и продукции.
Организират се от списанието XBIZ, за първи път са проведени през 2003 г.

## Церемонии по награждаване
| Церемония | Дата и място                | Водещи на церемонията        | Трофейни момичета       | Домакини на червения килим |
| --------- | --------------------------- | ---------------------------- | ----------------------- | -------------------------- |
| 2011      |                             | Джеси Джейн                  |                         |                            |
| 2012      | 10 януари Холивуд, САЩ      | Джесика Дрейк и Кейдън Крос  | Биби Джоунс и Таша Рейн | Лиса Ан и Ники Бенц        |
| 2013      | 11 януари Лос Анджелис, САЩ | Тера Патрик и Орландо Джоунс |                         |                            |
| 2014      | 24 януари                   | Джена Джеймисън              |                         |                            |

## Носители на награди

### Изпълнителка на годината
- 2008: Ева Анджелина
- 2009: Джена Хейз
- 2010: Тори Блек
- 2011: Анди Сан Димас
- 2012: Аса Акира
- 2013: Бруклин Лий
- 2014: Райли Рийд
- 2015: Аника Олбрайт
- 2016: Дани Даниълс
- 2017: Катрина Джейд

### Чуждестранна изпълнителка на годината
- 2011: Кацуни  Франция
- 2012: Анна Полина  Франция
- 2013: Ерика Фонтес  Португалия
- 2014: Кайен Клайн  Унгария
- 2015: Миша Крос  Полша
- 2016: Анджела Уайт  Австралия
- 2017: Валентина Напи  Италия

### Актьорско изпълнение
Актьорско изпълнение на годината – жена
- 2010: Кимбърли Кейн – „Секс файловте: Тъмната ХХХ пародия“.
- 2011: Кейдън Крос – „Топло тяло“.
- 2012: Джеси Ендрюс – „Портрет на проститутка“.

Най-добра актриса в игрален филм
- 2013: Лили Лейбоу и Лили Картър – „Пустош“.
- 2014: Реми Лакроа – „Изкушението на Ева“.
- 2015: Картър Круз
- 2016: Индия Съмър – „Брак 2.0“

Най-добра актриса в пародиен филм
- 2013: Али Хейз – „Звездни войни ХХХ“.
- 2014: Райли Рийд – „Брилянтин ХХХ“.
- 2015: Джесика Дрейк
- 2016: Райли Стийл – „Барбарела ХХХ“

Най-добра актриса във филм с тематика двойки
- 2013: Реми Лакроа – „Торн“.
- 2014: Мери Маккрей – „В интерес на истината“.
- 2015: Мади О'Райли

Най-добра актриса във филм само с момичета
- 2013: Шеридан Лов – „Против волята си“.
- 2014: Дани Даниълс – „Вампирската господарка“.
- 2015: Картър Круз
- 2015: Пени Пакс

Поддържащо актьорско изпълнение на годината – жена
- 2012: Рейвън Алексис – „Топ оръжия“.
- 2013: Скин Даймънд – „Отмъщението на миньонките“.
- 2014: Райли Рийд – „Подчинението на Ема Маркс“.
- 2015: Джеса Роудс – „Втори шанс“.
- 2016: Райли Рийд – „Подчиняването на Ема Маркс 2“

### Нова звезда
- 2008: Бри Олсън
- 2009: Стоя
- 2010: Кагни Лин Картър
- 2010: Танър Мейс (избор на феновете)
- 2011: Шанел Престън
- 2012: Джеси Ендрюс
- 2013: Райли Рийд
- 2014: Кристи Мак
- 2015: Картър Круз
- 2016: Абела Дейнджър
- 2017: Лана Роудс

### MILF изпълнителка
- 2011: Лиса Ан
- 2012: Индия Съмър
- 2013: Таня Тейт
- 2014: Джулия Ан
- 2015: Кендра Лъст
- 2016: Кендра Лъст

### Кросоувър звезда
- 2012: Кацуни
- 2013: Джеймс Дийн
- 2016: Лиса Ан

Кросоувър жена звезда
- 2008: Сторми Даниълс
- 2009: Тера Патрик
- 2010: Саша Грей
- 2011: Райли Стийл

Кросоувър мъж звезда
- 2008: Евън Зайнфелд

Кросоувър движение
- 2007: Джоана Ейнджъл

### Бизнесдама на годината
- 2006: Джена Джеймисън
- 2007: Саманта Люис

### Жена на годината
- 2008: Диан Дюк
- 2009: Лори Зет

### Уеб категории
Уеб момиче
- 2008: Съни Леони
- 2009: Триша Ъптаун
- 2010: Джелена Дженсън
- 2011: Жизел
- 2012: Вики Вет
- 2013: Вики Вет
- 2016: Кендра Съндърланд

Порнозвезда с най-добър сайт
- 2010: Ева Анджелина
- 2011: Тори Блек
- 2012: Съни Леони
- 2013: Алексис Тексас